# Az Egyesült Államok Élelmiszer- és Gyógyszerügyi Hivatala
Az Egyesült Államok Élelmiszer- és Gyógyszerügyi Hivatala (Food and Drug Administration, röviden FDA vagy USFDA) az Egyesült Államok Egészségügyi és Emberi Szolgálatok Minisztériuma (HHS) alá tartozó szövetségi ügynökség.
Az FDA felelős a közegészségügy védelméért és előmozdításáért az élelmiszer-biztonság, a dohánytermékek, az táplálékkiegészítők, a vényköteles és vény nélkül kapható gyógyszerek, a védőoltások, a biofarmácia, a vérátömlesztés, az orvostechnikai eszközök, az elektromágneses sugárzást kibocsátó eszközök, a kozmetikumok, az állati élelmiszerek és takarmányok és az állatgyógyászati termékek ellenőrzése és felügyelete révén.
Az FDA elsődlegesen a szövetségi élelmiszer-, gyógyszer- és kozmetikai törvény (FD&C) végrehajtására összpontosít, de az ügynökség más törvényeket is érvényesít, nevezetesen a közegészségügyi törvény 361. szakaszát, valamint a kapcsolódó rendeleteket. A szabályozási és érvényesítési munka nagy része nem kapcsolódik közvetlenül az élelmiszerekhez vagy a gyógyszerekhez, hanem olyan dolgokat foglal magában, mint a lézerek, mobiltelefonok és óvszerek szabályozása, valamint a betegségek ellenőrzése a háziállatoktól kezdve az asszisztált reprodukcióban való felhasználásra adományozott emberi spermáig.
Az FDA-t az élelmiszer- és gyógyszerügyi biztos vezeti, akit az Amerikai Egyesült Államok elnöke nevez ki a szenátus tanácsára és beleegyezésével. A biztos az egészségügyi és emberi erőforrások miniszterének tartozik beszámolási kötelezettséggel. A jelenlegi biztos Robert Califf, 2022. február 17-én nevezték ki.
Az FDA központja a Maryland állambeli White Oakban található. Az ügynökségnek emellett 223 területi irodája és 13 laboratóriuma van az 50 államban, az Amerikai Virgin-szigeteken és Puerto Ricóban. 2008-ban az FDA elkezdett munkatársakat küldeni külföldre, többek között Kínába, Indiába, Costa Ricába, Chilébe, Belgiumba és az Egyesült Királyságba.

## Fordítás
Ez a szócikk részben vagy egészben  a   Food and Drug Administration című angol Wikipédia-szócikk ezen változatának fordításán alapul.  Az eredeti cikk szerkesztőit annak laptörténete sorolja fel. Ez a jelzés csupán a megfogalmazás eredetét és a szerzői jogokat jelzi, nem szolgál a cikkben szereplő információk forrásmegjelöléseként.